# Віллоу-Парк (Техас)
Віллоу-Парк (англ. Willow Park) — місто (англ. city) в США, в окрузі Паркер штату Техас. Населення — 4936 осіб (2020).

## Географія
Віллоу-Парк розташований за координатами 32°45′39″ пн. ш. 97°39′19″ зх. д. / 32.76083° пн. ш. 97.65528° зх. д. (32.760860, -97.655202).  За даними Бюро перепису населення США в 2010 році місто мало площу 16,64 км², з яких 16,40 км² — суходіл та 0,25 км² — водойми.

## Демографія
Згідно з переписом 2010 року, у місті мешкали 3982 особи в 1459 домогосподарствах у складі 1218 родин. Густота населення становила 239 осіб/км².  Було 1502 помешкання (90/км²).
Расовий склад населення:
| - 95,6 % — білих - 0,8 % — чорних або афроамериканців - 0,7 % — корінних американців - 0,7 % — азіатів |

До двох чи більше рас належало 1,4 %. Частка іспаномовних становила 5,1 % від усіх жителів.
За віковим діапазоном населення розподілялося таким чином: 25,4 % — особи молодші 18 років, 61,9 % — особи у віці 18—64 років, 12,7 % — особи у віці 65 років та старші. Медіана віку мешканця становила 42,3 року. На 100 осіб жіночої статі у місті припадало 101,0 чоловіків;  на 100 жінок у віці від 18 років та старших — 100,6 чоловіків також старших 18 років.
Середній дохід на одне домашнє господарство  становив 101 388 доларів США (медіана — 86 912), а середній дохід на одну сім'ю — 107 350 доларів (медіана — 84 542). Медіана доходів становила 91 548 доларів для чоловіків та 51 848 доларів для жінок. За межею бідності перебувало 2,5 % осіб, у тому числі 4,7 % дітей у віці до 18 років та 0,0 % осіб у віці 65 років та старших.
Цивільне працевлаштоване населення становило 2530 осіб. Основні галузі зайнятості: освіта, охорона здоров'я та соціальна допомога — 23,0 %, виробництво — 17,4 %, мистецтво, розваги та відпочинок — 16,6 %.